# Abe Most

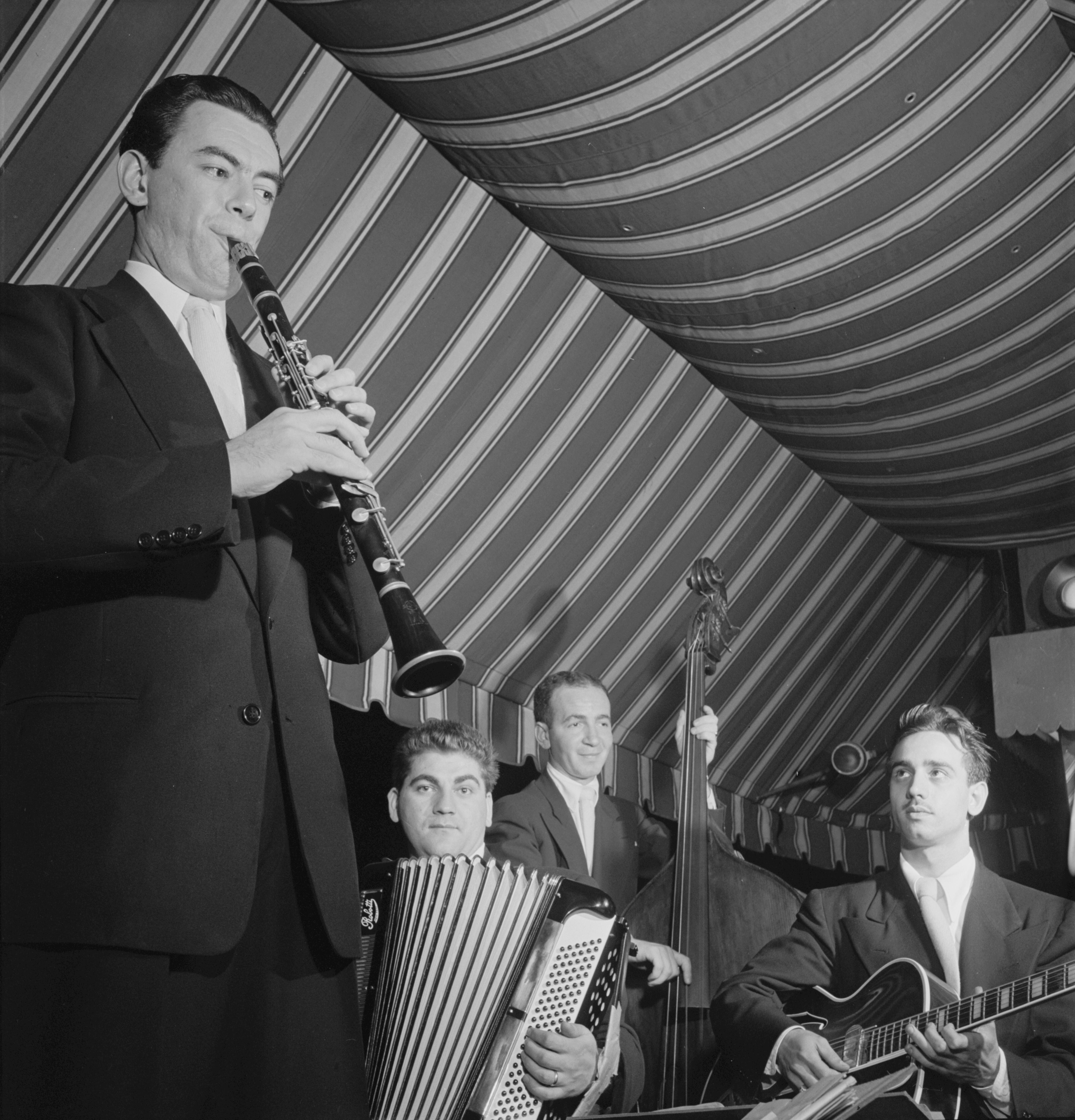
Abe Most (links) mit Pete Ponti, Sid Jacobs und Jimmy Norton, Hickory House, New York, ca. Juni 1947.
Fotografie von William P. Gottlieb.

Abraham Elijah „Abe“ Most (* 27. Februar 1920 in New York City; † 10. Oktober 2002 in Los Angeles) war ein US-amerikanischer Klarinettist und Altsaxophonist des Swing-Jazz.
Abe Most ist der ältere Bruder des Flötisten Sam Most. Nach privater Instrumentalausbildung begann er seine Musikerkarriere 1939 als Saxophonist in der Big Band von Les Brown, wo er zwei Jahre tätig war; anschließend leistete er von 1942 bis 1945 seinen Militärdienst ab. 1946 war er kurz bei Tommy Dorsey, leitete ein eigenes Quartett und zog Ende der 1940er Jahre nach Los Angeles, um als Studiomusiker zu arbeiten, u. a. bei Pete Rugolo (1952), Lyle Murphy (1955) oder Billy Bean (1958). Daneben spielte Most häufig in lokalen Clubs (gelegentlich auch mit seinem Bruder) und Jazzfestivals. Aufnahmen unter eigenem Namen entstanden jedoch nur selten; so leitete er Sessions für die kleinen Label Superior (1946), Trend (1954), Annunciata (1978) und Camard (1984). In seinen Aufnahmen ließ er die Musik von Artie Shaw und Benny Goodman wiedererstehen. 1985 nahm er mit The World’s Greatest Jazz Band um Yank Lawson auf. Zuletzt erschien sein Album I Love You Much too Much, u. a. mit Jake Hanna. Mitte der 1990er Jahre war er Teil der A Tribute to Artie Shaw-Tournee.
1986 erhielt er den Emeritus Award der NARAS.

## Diskographische Hinweise
- Abe Most (Trend, 1954)
- Mister Clarinet (Liberty, 1955)
- The Most (Abe, That Is) (SRI Jazz, 1978)
- Swing Low Sweet Clarinet (Camard, 1984)
- Live! (Camard, 1995)

## Lexigraphische Einträge
- Leonard Feather, Ira Gitler: The Biographical Encyclopedia of Jazz. Oxford University Press, New York 1999, ISBN 0-19-532000-X.